# Kurtoszkołacz
Kurtoszkołacz (węg. kürtőskalács, wym. kyrtøːʃkɒlaːtʃ) – tradycyjne węgierskie ciasto. Owinięte na wałku ciasto drożdżowe piecze się nad żarzącym ogniem. W Polsce najczęściej spotykane są w food truckach, przyrządzane w specjalnym opiekaczu. Kurtoszkołacz należy do rodziny ciast takich jak: sękacz, Baumkuchen, Prügeltorte, spettekaka, trdelník czy Baumstriezel.

## Historia
Grupa tych wypieków, jak i sposób pieczenia, najprawdopodobniej wywodzi się z antycznej Grecji, gdzie wypiekano „chleb Obeliasa”. Miał on dwa metry długości i był noszony przez dwie osoby na ramionach.
Średniowieczne przepisy są znacznie bliższe tym, które znamy dzisiaj. Pierwszą wzmiankę o sposobie przygotowania możemy znaleźć w spisie z Heidelbergu z 1450. Przygotowanie polegało na nawinięciu ciasta na rożen i posmarowaniu żółtkiem. Pierwsza zmiana pojawiła się w książce kucharskiej Balthasara Staindla Ein künstlichs und nutzlichs Kochbuch z 1547, głosiła ona: 

weź rożen,... weź ciasto... rozłóż delikatnie na rożnie,... równomiernie cienko... namocz posolonym żółtkiem,... weź długi sznur i zawiąż wokół ciasta

 W książce kucharskiej Susanny Gewandtschneiderin, pierwszy raz można było przeczytać o płynnym cieście. Wynalezienie tego sposobu produkcji pozwoliło na powiększenie się rodziny tych wypieków.